# Mongol (filme)
Mongol (br O Guerreiro Genghis Khan; pt Mongol) é um filme teuto-russo-cazaque-mongol produzido e dirigido por Sergei Bodrov, baseado na vida de Genghis Khan. Sua estreia ocorreu em 31 de julho de 2007. É o primeiro filme de uma trilogia.

## Elenco
| Tadanobu Asano         | como Temüjin        |
| Sun Honglei            | como Jamukha        |
| Khulan Chuluun         | como Börte          |
| Amadu Mamadakov        | como Targutai       |
| Ba Sen                 | como Yesügei        |
| Odnyam Odsuren         | como jovem Temüjin  |
| Bayertsetseg Erdenebat | como jovem Börte    |
| Amarbold Tuvshinbayar  | como jovem Jamukha  |
| Sai Xing Ga            | como Chiledu        |
| Bu Ren                 | como Taichar        |
| Aliya                  | como Oelun          |
| He Qi                  | como Dai-Sechen     |
| Deng Ba Te Er          | como Daritai        |
| Zhang Jiong            | como Garrison Chief |
| Ben Hon Sun            | como Monje          |